# جوانا بروكس
جوانا بروكس (بالإنجليزية: Joanna Brooks)‏ هي كاتِبة أمريكية، ولدت في 29 سبتمبر 1971 في لوس أنجلوس في الولايات المتحدة.